# Nyctibora glabra
Nyctibora glabra är en kackerlacksart som beskrevs av Giglio-Tos 1897. Nyctibora glabra ingår i släktet Nyctibora och familjen småkackerlackor. Inga underarter finns listade i Catalogue of Life.